# Albert Inkpin
Albert Samuel Inkpin (16 de junio de 1884 - 29 de marzo de 1944) fue un comunista británico y el primer Secretario General del Partido Comunista de Gran Bretaña (CPGB). Cumplió varios años en prisión por delitos políticos. En 1929 fue reemplazado como jefe del CPGB y se hizo jefe de la organización Amigos de la Rusia Soviética, un puesto que mantuvo hasta su muerte.

## Biografía

### Primeros años
Albert Inkpin nació el 16 de junio de 1884 en Haggerston, un área de Londres. Fue empleado como oficinista y se unió a la Unión Nacional de Empleados, convirtiéndose en su secretario asistente en 1907. En 1904, se unió a la Federación Socialdemócrata Marxista (SDF) y se convirtió en uno de sus secretarios asistentes en 1907. Siguió a las SDF en el nuevo Partido Socialista Británico (BSP) en 1911, continuando en calidad de Subsecretario en esa nueva organización.
En 1913, Inkpin fue elegido Secretario General del (BSP). Fue un internacionalista y antimilitarista comprometido, un oponente de la Primera Guerra Mundial y un delegado a la Conferencia de Zimmerwald. Esto lo puso en desacuerdo con el apoyo del exlíder de las SDF, H. M. Hyndman, a la participación británica en el conflicto. Esta tensión entre la izquierda y la derecha del (BSP) terminó en 1916 con Hyndman y sus co-pensadores abandonando el grupo. Inkpin asumió la dirección del periódico semanal del (BSP), The Call, en este momento. La solicitud de Inkpin en 1917 como objetor de conciencia para la exención del servicio militar fue rechazada por el tribunal del servicio militar de Hornsey y el Tribunal de Apelaciones de Middlesex, pero fue eximido temporalmente ya que era una figura destacada en un partido político y finalmente no encajó.
Inkpin y los elementos más radicales estaban así en una posición de control firme de la organización (BSP) después de 1916. Representó a la organización en la fundación del movimiento Hands Off Russia, en 1919. Apoyó las discusiones de unidad que condujeron a la formación del Partido Comunista de Gran Bretaña, en 1920.

### Líder comunista
Albert Inkpin fue Secretario del Comité Provisional Conjunto del Partido Comunista, el grupo de representantes de las organizaciones miembros que establecieron la agenda para el próximo congreso fundador. Esta convención se celebró en Londres durante el fin de semana del 31 de julio al 1 de agosto de 1920 y contó con la asistencia de 160 delegados, que presentaron 211 mandatos. Estos delegados incluyeron a su esposa, Julia, y su hermano, Harry. Inkpin pronunció el discurso de apertura de la reunión y fue elegido miembro del Comité Central de gobierno de la nueva organización política, convirtiéndose en Secretario General.
Inkpin fue nombrado miembro del presidium honorario del 3.er Congreso Mundial de la Internacional Comunista, celebrado en Moscú durante el verano de 1921. Regresó de la Rusia soviética para enfrentar más dificultades legales con las autoridades británicas. Fue acusado y condenado por imprimir y difundir literatura comunista, cumpliendo un mandato de seis meses de enero a junio de 1922. Mientras estaba en prisión, Inkpin se presentó como candidato para el Consejo del Condado de Londres.
Inkpin salió de la cárcel para convertirse en el Organizador Nacional del (CPGB), pero volvió a ser Secretario General al año siguiente. Como fue el caso de los principales líderes del primer movimiento comunista estadounidense, como CE Ruthenberg y Charles Dirba, los antecedentes de Inkpin en el trabajo administrativo sin duda le sirvieron bien en muchas de las tareas administrativas necesarias para dirigir una organización política.
En 1925, Inkpin fue nuevamente encarcelado, esta vez como uno de los 12 comunistas prominentes acusados bajo la Ley de Incitación al Motín de 1797. Fue sentenciado a seis meses de prisión y permaneció dentro hasta justo antes de la erupción de la huelga general británica de mayo de 1926.
Inkpin se retiró como Secretario General en 1929, para ser reemplazado por Harry Pollitt, luego de su oposición a la política de "clase contra clase", y las críticas a su liderazgo por parte de opositores internos y el Comintern. Lo sacaron de la secretaría del partido y lo enviaron a Birmingham como organizador. Mientras el Comintern buscaba terminar con su empleo, Pollitt defendió a Inkpin, en particular debido a su conocimiento de los secretos del partido. A principios de 1930, fue nombrado secretario de la rama del (CPGB), los Amigos de la Unión Soviética, con sede en Berlín, y luego desde 1933 en Ámsterdam. Permaneció leal a la Unión Soviética, y durante las primeras etapas de la Segunda Guerra Mundial se convirtió en un orador popular sobre la posibilidad de colaboración británico-soviética.
En septiembre de 1942, Inkpin se enfermó de cáncer, y aunque continuó trabajando y siguió siendo secretario de la rama británica de los Amigos de la Unión Soviética, la Russia Today Society, no se recuperó y murió en marzo de 1944.